# Imbler, Oregon
Imbler, Oregon (енгл. Imbler) град је у америчкој савезној држави Орегон.

## Демографија
По попису из 2010. године број становника је 306, што је 22 (7,7%) становника више него 2000. године.
| Група             | 2000.       | 2010.       |
| Белци             | 276 (97,2%) | 287 (93,8%) |
| Афроамериканци    | 0 (0,0%)    | 0 (0,0%)    |
| Азијати           | 1 (0,4%)    | 0 (0,0%)    |
| Хиспаноамериканци | 4 (1,4%)    | 8 (2,6%)    |
| Укупно            | 284         | 306         |